# 富沢遺跡
富沢遺跡（とみざわいせき）は、宮城県仙台市太白区長町南四丁目にある複合遺跡。約2万年前（後期旧石器時代）の森林や、弥生時代の水田遺構が発見された。

## 概要
広瀬川と名取川に挟まれた沖積平地上にあり、1982年（昭和57年）以後、発掘調査が断続的に行われた。その結果、後期旧石器時代から近世にかけての複合遺跡であることが判明した。
1987年～1988年（昭和62年・63年）に行われた第30次調査で地表下3メートルから約2万年前（後期旧石器時代）の森林と人間活動の痕跡が発見され、ナイフ型石器や敲石（たたきいし）、石核などの石器類の出土や焚火跡が確認された。また、森林の跡からは樹木遺存体や毬果・葉や昆虫の羽・鹿の糞などが発見された。1996年（平成8年）11月2日には、旧石器時代森林跡を現地で保存・展示する地底の森ミュージアム（富沢遺跡保存館）が開設され、森林跡のほか遺物などが展示されている。
また、同じ第30次調査では弥生時代の水田遺構も発見された。当時、東北地方での水田跡の検出は青森県南津軽郡田舎館村の垂柳遺跡に次ぐものであり、現在までに20ヘクタール以上に及んで見つかっている。同地域で弥生時代の段階で大規模な稲作が行われていたことを示している。